# Darril Araya
Darril Yorel Araya Samuels (ur. 8 listopada 2000 w Limón) – kostarykański piłkarz występujący na pozycji lewego obrońcy, od 2023 roku zawodnik Herediano.